# Себастьян де Еслава
Себастьян де Еслава-і-Ласага (ісп. Sebastián de Eslava y Lazaga; 19 січня 1685 — 21 червня 1759) — іспанський генерал і колоніальний чиновник, віцекороль Нової Гранади після відновлення її самостійного статусу 1740 року.

## Біографія
Народився 1685 року в Наваррі. Навчався у військовій академії в Барселоні. Дослужився до звання генерал-лейтенанта Іспанської королівської армії. Також був командором Калатравського ордена.
1740 року відновлено віцекоролівство Нова Гранада. Ця частина Південної Америки включала території сучасних Венесуели Колумбії, Панами й Еквадору. Ще за рік до формального відновлення колонії Себастьян де Еслава був призначений її віцекоролем, але прибув до Картахени-де-Індіас у квітні 1740 року.
На початку свого врядування відновив замок Бокачіка й решту фортів, що захищали порт Картахени, вживав заходів щодо підтримки іспанської армії зброєю та боєприпасами. Також він проводив фортифікаційні роботи в Санта-Марті, Пуерто-Кабельйо та Ґайрі; зміцнив форт в Аярі й замок Сан-Антоніо в провінції Кумана. За його правління було започатковано президію в Гаяні.
Такі кроки віцекороля були пов'язані, зокрема, з війною, що її 1739 року Велика Британія оголосила Іспанії. В тому конфлікті оборона узбережжя мала вирішальне значення. Навесні 1741 року Картахени потрапила в облогу, втім британців удалось стримати.
Після повернення до мирного життя Себастьян де Еслава засновував міста, будував лікарні й дороги, вживав заходів до умиротворення індіанців-мотілонів, постачав зброю, гроші та продовольство для захисту деяких міст (зокрема Памплони). За свого врядування він збудував 20 храмів, багато інших відремонтував і розширив. Загалом за його правління покращився стан фінансового сектора, а також було вдосконалено систему правосуддя.
23 лютого 1750 року де Еслава залишив Нову Гранаду й виїхав до Іспанії. Після повернення на батьківщину він отримав пост капітан-генерала Андалусії, а 2 липня 1754 року — посаду міністра оборони.
Помер 1759 року, а за рік посмертно отримав титул маркіза Королівської оборони Картахени-де-Індіас.